# Катастрофа Cirrus SR20 в Нью-Йорке
Катастрофа Cirrus SR20 в Нью-Йорке — авиационная катастрофа, произошедшая 11 октября 2006 года, когда частный легкомоторный самолёт Cirrus SR20 врезался в жилой дом Belaire Apartments в Верхнем Ист-Сайде Манхэттена, Нью-Йорк, около 14:42 по североамериканскому восточному времени (18:42 UTC). Самолет врезался в северную часть здания, вызвав пожар в нескольких квартирах, который был ликвидирован в течение двух часов.
Оба человека, находившихся на борту самолета, погибли в результате аварии: питчер New York Yankees Кори Лайдл и его сертифицированный летный инструктор Тайлер Стэнджер. Двадцать один человек получили ранения, включая одиннадцать пожарных. Жительница квартиры, в которую врезался самолёт, Илана Бенхури, которая жила в здании со своим мужем, была госпитализирована с тяжелыми ожогами.
Самолет Cirrus SR20 с бортовым номером N929CD принадлежал Лайдлу. 1 мая 2007 года Национальный совет по безопасности на транспорте (NTSB) заявил, что вероятной причиной крушения стала ошибка пилота. NTSB не смог определить, кто именно управлял самолетом во время крушения.

## Рейс
Самолет вылетел из аэропорта Тетерборо в Тетерборо, штат Нью-Джерси, в 14:29 по североамериканскому восточному времени (18:29 UTC). Поскольку сезон «Янкис» закончился за четыре дня до этого, Лайдл планировал вылететь в Нэшвилл, штат Теннесси, где у него был забронирован номер в отеле на ночь, затем в Даллас, штат Техас, и, наконец, к себе домой в Калифорнию.
Радиолокационные измерения показывают, что непосредственно перед крушением самолет Лайдла летел со скоростью 180 км/ч на высоте 210 метров над землёй в коридоре VFR Ист-Ривер, который бывший чиновник NTSB Питер Гельц описал как «очень сложный» из-за небольшой ширины и сильной загруженности. Коридор VFR резко заканчивается на северной оконечности острова Рузвельта. Для пролёта за пределы коридора самолёты должны получить специальное разрешение авиадиспетчерской службы, или же сделать резкий разворот и лететь назад тем же путем. Самолет Лайдла пролетел на север по коридору почти до самого конца, прежде чем начал выполнять поворот и врезался в северную сторону здания, расположенного на берегу реки.

## Катастрофа
Самолет врезался в 42-этажный жилой дом-кондоминиум Belaire Apartments, расположенный по адресу 524 East 72nd Street, носом вперед примерно на высоте 30 этажей над землей. Самолет врезался в квартиру, принадлежащую доктору Парвизу Бенхури и его жене Илане, последняя находилась в квартире в момент удара, из-за чего получила осколочные ранения и ожоги. В тот момент в квартире также находилась их домработница, которая помогла ей выбраться. Отпавший двигатель самолёта упал и и поджег квартиру женщины, ранее впавшей в кому после несчастного случая на параде в честь Дня благодарения Macy's 1997 года, когда воздушный шар сбил ей на голову кусок фонарного столба, но в тот момент квартира была пуста.
В самолёте не был раскрыт аварийный парашют Ballistic Recovery Systems, разработанный для безопасного спуска небольшого самолета с высоты более 500 футов. Самолет облетел Статую Свободы, прежде чем полететь на север вверх по Ист-Ривер и исчез с радаров около моста Куинсборо. Он летел по правилам визуального полета (VFR) и не привлек особого внимания авиадиспетчеров или NORAD до крушения. Самолет сделал резкий U-образный поворот, прежде чем врезаться в здание.

## Реакция
В интервью, которое Лайдл дал примерно за месяц до аварии, он заявил, что был пилотом в течение семи месяцев и налетал около 95 часов в одиночку. Катастрофа привлекла дополнительное внимание из-за поверхностного сходства с атаками 11 сентября в Нью-Йорке, которые произошли пятью годами ранее. Американские официальные лица заявили, что в рамках мер предосторожности NORAD после катастрофы подняли истребители над многочисленными американскими и канадскими городами для боевого воздушного патрулирования, и что президент США Джордж Буш-младший был проинформирован о ситуации. ФБР быстро заявило, что нет никаких оснований подозревать, что крушение было террористическим актом.
Аэропорты Ла-Гуардия и имени Джона Ф. Кеннеди не столкнулись с задержками из-за крушения. Полиция оцепила несколько кварталов вокруг места крушения, но метро и паромное сообщение NY Waterway продолжало работать без перебоев. FAA первоначально ввело временное ограничение полетов в районе в пределах одной морской мили (1,9 км) от места происшествия, и на высоте до 460 м от уровня земли. Губернатор штата Нью-Йорк Джордж Патаки призвал к постоянному сохранению ограничений, хотя мэр Майкл Блумберг выступил против.
13 октября 2006 года, через два дня после крушения, FAA запретило всем самолетам с фиксированным крылом полёты в коридоре Ист-Ривер, если они не контактировали с местной службой управления воздушным движением. Новое правило, которое вступило в силу немедленно, требовало, что все небольшие самолеты (за исключением вертолётов и некоторых гидросамолётов) должны получить одобрение и оставаться на связи с управлением воздушным движением, находясь в коридоре. Причиной изменений были названы проблемы с безопасностью, особенно непредсказуемые ветра между зданиями.

## Расследование
11 октября Национальный совет по безопасности на транспорте направил группу из шести человек из Вашингтона в Нью-Йорк, которая прибыла на место происшествия вечером, чтобы взять пробы топлива и изучить улики, найденные в обломках. Среди них были погнутый пропеллер самолета, обугленный чип памяти, нераскрытый парашют и бортовой журнал Лайдла.
NTSB постановил на окончательном слушании 1 мая 2007 года, что «неадекватное планирование, суждение и летное мастерство пилотов при выполнении маневра разворота на 180 градусов в ограниченном пространстве для разворота» стали причиной крушения. Расследование не смогло определить, были ли за штурвалом Лайдл или его инструктор по полетам Стэнджер. Хотя пространство для разворота было шириной 640 м, самолет использовал только около 520, чтобы выполнить разворот, но это расстояние было фактически сокращено 400 м из-за восточных ветров со скоростью 13 узлов (24 км/ч), дувших в тот день. Для успешного выполнения разворота на 180 градусов на таком расстоянии потребовался бы угол крена не менее 53 градусов. Если бы требуемый крен не был начат заранее, то по мере развития разворота угол крена пришлось бы увеличивать, что могло привести к аэродинамическому сваливанию. Расследование не смогло определить, сваливался ли самолет во время крушения. Также была представлена анимация траектории полета, объединяющая данные радара и видео Береговой охраны на Ист-Ривер.
В 2007 году семьей Лайдла был подан судебный иск против производителя самолета Cirrus Aircraft, в котором утверждалось, что причиной катастрофы стал механический дефект, однако он был отклонен судом присяжных в мае 2011 года.

## В культуре
Катастрофа показано во 2-м сезоне телешоу «Почему разбиваются самолёты», в эпизоде под названием «Маленькие самолеты, большая проблема».